# ستژلچکی
ستژلچکی (به لهستانی:  Strzeleczki) یک روستا در لهستان است که در گمینا ستژلچکی واقع شده‌است. ستژلچکی ۱٬۵۹۸ نفر جمعیت دارد.